# 계광중학교
천안계광중학교(天安桂光中學校)는 충청남도 천안시 동남구 봉명동에 있는 사립 중학교이다.

## 학교 연혁
- 1949년 4월 1일 : 천안영광고등공민학교 개교. 계광중 제1회 졸업생 입학
- 1951년 12월 3일 : 학교법인 계광학원 설립인가(초대 이사장 서광벽 취임)
- 1952년 3월 15일 : 계광중학교 6학급 설립인가
- 1952년 3월 20일 : 천안시 오룡동 61번지에서 개교식 거행(초대 교장 서광벽 취임)
- 1952년 3월 31일 : 제1회 졸업식(졸업생수 41명)
- 1955년 6월 30일 : 천안시 동남구 봉명로 53(구 봉명동 83번지)으로 이전
- 1994년 8월 18일 : 현 교사 신축완공
- 1995년 2월 28일 : 각 학년 8학급씩 24학급 인가 학칙 변경
- 2003년 6월 4일 : 제11대 오정애 이사장 취임
- 2018년 3월 1일 : 교명 변경(계광중학교⇒천안계광중학교)
- 2023년 7월 1일 : 제12대 서심석 이사장 취임
- 2024년 1월 5일 : 제73회 졸업식(185명 졸업, 총 21,377명 졸업생 배출)
- 2024년 9월 1일 : 제13대 교장 석용수 취임

## 참고 자료
- 계광중학교 - 한국교육학술정보원 학교알리미